# 体性認知協調療法
体性認知協調療法（たいせいにんちきょうちょうりょうほう、Somato-Cognitive Coordination Therapy、SCCT）は、仮想現実技術を応用した新しい治療手法の名称。仮想現実技術を応用したリハビリテーション用医療機器の提供する特殊な環境で行われる。学術誌では2024年4月1日公開のJ Parkinsons Dis誌、日本語では2023年11月30日公開のPrecision Medicine誌で初めて本用語が用いられた。

## 治療の原理
SCCTは、身体感覚と認知の間の相互作用を重視し、患者自身が自己の身体をより良く理解できるようなアプローチを無意識に行うことで、身体の動きや注意機能の向上を図る手法だと理解されている。大学との産学連携活動によって開発が進んだ。
2023年にNatureに報告された一次運動野のマッピング地図では、ペンフィールドのホムンクルスとしてよく知られた古典的地図が、機能的MRIの解析により書き換えられた。すなわち、この新しい地図ではマリオネットの操り人形で示されるように、体性認知情報ネットワーク（Somato-Cognitive Action Network、SCAN）と呼ばれる協調運動を司る部位の存在が新たに指摘されている。また、手、足、口等の基本領域が近位部を中心として同心円状（冠状断では左右対称）に分布している点も重要である。SCCTは、このSCANの絡まりを可視化し、紐解くような介入を行う治療であると認識されている。

## 治療方法
SCCTのプログラムは原則として座位で行われ、患者は左右交互にリーチングを行う。最初に没入型のヘッドマウントディスプレイを装着し、左右の手にコントローラーを把持。自身の身体の見えない環境で、身体の延長線上であるコントローラーを、VR空間の特定の座標に重ねるような「点推定（てんすいてい）」と呼ばれる仕組みを利用する。この特殊な環境下（身体が見えず点推定を行う）では、意図する動きと関係のない関節に不随意運動が生じ、これを「関節連関（かんせつれんかん, articular linkage：AL）」と呼ぶ。SCCTでは、ALを指標にSCANの絡まりの場所を同定し、治療を行う。従って、治療内容は個別の患者の状態に応じてカスタマイズされる。治療は、専門のリハビリテーション医師やセラピストによって実施され、1回20-40分程度行われることが多い。治療効果は回数依存性に良くなると考えられており（1日1時間やるより、20分のSCCTを3日間にわたって行った方が有効）、突然発症の疾患の場合、治療効果は手続き記憶的に保持されると考えられている（慢性疾患の場合の治療効果継続率は疾患によって大きく異なる）。

## 効果と応用
SCCTは身体機能のみならず、認知機能に対しても介入効果が示されており、脳血管疾患から神経変性疾患、外傷や整形外科疾患、小児発達疾患等多岐に渡って応用が進んでいる。

## 研究と展望
SCCTに関する研究はまだ初期段階にあるものの既にいくつかの臨床試験からその効果が示唆されている。今後、さらなる研究によって治療の有効性と適用範囲が拡大することが期待される

## 認定制度
SCCT Interventionistの能力はブロンズ（基本操作ができる初心者: entry-level or novice therapist）、シルバー（基本治療ができる中級者: intermediate or skilled expert therapist）、ゴールド（十分な治療を独立して行え、人材の育成もできる上級者: master therapist or proctor）、プラチナ（認定証の発行ができる実力と経験の持ち主）の4段階に分類されている。

## 別名
体性認知協調療法にはいくつかの別名がある。
単にSomato-Cognitive Coordination、AbbreviationとしてのSCCT、または過去にはBrain Reprogramming Therapy、脳再プログラミング療法、Brain Rewiring Therapy、脳再編療法、Motor Coordination Therapy、運動協調療法等とも呼ばれている。